# Anke Borchmann
Anke Borchmann (născută Grünberg; n. 23 iunie 1954, Neukalen, Republica Democrată Germană, Germania) este o canotoare ce a reprezentat Republica Democrată Germană, medaliată olimpică. A participat la o ediție a Jocurilor Olimpice (1976) în care a câștigat o medalie de aur.

## Participări
Lista de mai jos prezintă principalele competiții la care a participat Anke Borchmann de-a lungul carierei.
- rowing at the 1976 Summer Olympics – women's quadruple sculls[*][4]